# Черіано-Лагетто
Черіано-Лагетто, Черіано-Лаґетто (італ. Ceriano Laghetto) — муніципалітет в Італії, у регіоні Ломбардія,  провінція Монца і Бріанца.
Черіано-Лагетто розташоване на відстані близько 500 км на північний захід від Рима, 21 км на північний захід від Мілана, 16 км на захід від Монци.
Населення — 6528 осіб (2014).
Покровитель — святий Віктор.

## Демографія
Населення за роками:

Станом на 1 січня 2023 року в муніципалітеті офіційно проживало 266 іноземців з 39 країн, серед них 88 громадян країн Євросоюзу та 26 громадян України.

## Сусідні муніципалітети
- Бовізіо-Машіаго
- Чезано-Мадерно
- Кольяте
- Саронно
- Соларо